# Епархия Амбикапура
Епархия Амбикапура (лат. Dioecesis Ambikapurensis) — епархия Римско-Католической церкви c центром в городе Амбикапур, Индия. Епархия Амбикапур входит в митрополию Райпура.

## История
10 ноября 1977 года Римский папа Павел VI выпустил буллу Votis concedere, которой учредил епархию Амбикапура, разделив епархию Амбикапура-Райгарха. В этот же день епархия Амбикапура вошла в митрополию Бхопала. 
27 февраля 1977 года епархия Амбикапура вошла в митрополию Райпура.

## Ординарии епархии
- епископ Philip Ekka (10.11.1977 — 20.10.1984) — назначен епископом Райпура;
- епископ Paschal Topno (28.10.1985 — 26.03.1994) — назначен архиепископом Бхопала;
- епископ Patras Minj (5.07.1996 — по настоящее время).

## Источник
- Annuario Pontificio, Ватикан, 2007
- Булла Votis concedere, AAS 70 (1978), стр. 82  (лат.)